# Tomoderus macrophthalmus
Tomoderus macrophthalmus là một loài bọ cánh cứng trong họ Anthicidae. Loài này được Uhmann miêu tả khoa học năm 2000.